# Mézin
Mézin è un comune francese di 1 549 abitanti situato nel dipartimento del Lot e Garonna nella regione Nuova Aquitania.
Ha dato i natali al presidente francese Armand Fallières.

## Società

### Evoluzione demografica
Abitanti censiti